# علم المسطحات المائية
علم المسطحات المائية هو مجال علمي فرعي يرتبط ارتباطًا وثيقًا بكل من علم المسطحات المائية وعلم البيئة القديمة. تركز الدراسات الباليوليمنية على إعادة بناء البيئات السابقة للمياه الداخلية باستخدام السجل الجيولوجي ، وخاصة فيما يتعلق بأحداث مثل التغير المناخي وفرط المغذيات والحموضة وعمليات تطور الجنين الداخلية.

## تاريخ
ركزت معظم دراسات علم الأحياء القديمة المبكرة على الإنتاجية البيولوجية للبحيرات ، ودور عمليات البحيرة الداخلية في تطوير البحيرة. على الرغم من أن أينار ناومان قد تكهن بأن إنتاجية البحيرات يجب أن تنخفض تدريجياً بسبب غسل تربة مستجمعات المياه ، اقترح أوجست ثينمان أن العملية العكسية قد حدثت. يبدو أن سجلات التلال المبكرة تدعم وجهة نظر تينيمان.
اقترح هاتشينسون وولاك أنه بعد مرحلة قلة التغذية الأولية ، ستحقق البحيرات توازنًا غذائيًا وتحافظ عليه. كما شددوا على أوجه الشبه بين التطور المبكر لمجتمعات البحيرات ومرحلة النمو السيني للمجتمعات الحيوانية - مما يعني ضمناً أن عمليات التطور المبكرة الواضحة في البحيرات كانت تهيمن عليها تأثيرات الاستعمار ، والتأخر بسبب القدرة الإنجابية المحدودة للكائنات الحية المستعمرة.